# Liste du patrimoine culturel immatériel de l'humanité en Jamaïque
Cet article recense les pratiques inscrites au patrimoine culturel immatériel en Jamaïque.

## Statistiques
La Jamaïque ratifie la convention pour la sauvegarde du patrimoine culturel immatériel le 27 septembre 2010. La première pratique protégée est inscrite en 2008.
En 2024, la Jamaïque compte 3 éléments inscrits au patrimoine culturel immatériel, sur la liste représentative.

## Listes

### Liste représentative
L'élément suivant est inscrit sur la liste représentative du patrimoine culturel immatériel de l'humanité.
| Élément                                  | Type                                                                               | Subdivision     | Année | Lien  | Notes | Illus. |
| ---------------------------------------- | ---------------------------------------------------------------------------------- | --------------- | ----- | ----- | ----- | ------ |
| Les traditions des Marrons de Moore Town | traditions et expressions orales                                                   | Moore Town (en) | 2008  | 00053 |       |        |
| Le reggae de Jamaïque                    | arts du spectacle traditions et expressions orales                                 |                 | 2018  | 01398 |       |        |
| Le pèlerinage à Watt Town                | traditions et expressions orales pratiques sociales, rituels et événements festifs | Watt Town       | 2024  | 02137 |       |        |

### Patrimoine immatériel nécessitant une sauvegarde urgente
La Jamaïque ne compte aucun élément listé sur la liste du patrimoine immatériel nécessitant une sauvegarde urgente.

### Registre des meilleures pratiques de sauvegarde
La Jamaïque ne compte aucune pratique listée au registre des meilleures pratiques de sauvegarde.